# Mecanización agrícola
La mecanización agrícola es una de las ramas de estudio de la ingeniería agrícola. Tiene como objetivo diseñar, seleccionar, estudiar, recomendar y operar máquinas y equipos de uso agroindustrial con el fin de acelerar la productividad y eficiencia de las actividades del sector rural.
Básicamente se puede dividir en cuatro partes:

## Diseño de máquinas y sus partes
En este caso el ingeniero agrícola diseña, calcula y selecciona maquinaria y herramienta (ejes, rodamientos, cadenas, correas, engranajes, elementos transmisores de potencia y demás partes mecánicas), etc.